# Thibaut Lambert
Pour les articles homonymes, voir Lambert.
Thibaut Lambert, né le 11 décembre 1987 à Dinant (province de Namur), est un auteur de bande dessinée et illustrateur belge francophone.

## Biographie
Thibaut Lambert naît le 11 décembre 1987, à Dinant.
Il fait ses études secondaires en technique de qualification arts plastiques à l'institut Saint-Roch de Marche-en-Famenne, il poursuit dans cette voie à l’Institut Saint-Luc de Bruxelles d'où il sort diplômé bachelier en arts visuels puis il poursuit sa formation artistique en peinture à l'académie des beaux-arts de Saint-Gilles pendant trois ans en cours du soir.
Il est animateur de stage de bande dessinée pour la bibliothèque communale de Bertrix en 2007 et il anime les plaines de jeux communales de Neuvillers en 2008.
Il exerce un emploi étudiant comme aide aux devoirs pour la maison de quartier Modèle Bruxelles de septembre 2008 à juin 2009, et comme animateur de stage de bande dessinée, de storyboard et de cinéma d'animation pour le centre d'expression et de créativité Tribal Souk durant les vacances scolaires de 2008 à 2010. Il participe à l'exposition collective Le 9e Rêve au Centre belge de la bande dessinée en 2006, ainsi qu’à l’exposition collective Rime en Rouge au centre culturel de Saint-Gilles. Il est lauréat du prix jeune talent au concours de bande dessinée de la commune bruxelloise de Ganshoren ainsi qu'il est sélectionné au concours espoir de la quinzaine de la bande dessinée organisé par la ville de Bruxelles.
Il rencontre la Ligue Alzheimer Belgique qui lui propose de réaliser un album de bande dessinée Al Zimmeur destiné à sensibiliser le jeune public à la maladie. Ce premier album sort fin 2011 et aborde la maladie d'Alzheimer à travers le regard d'un petit garçon qui ne comprend pas ce qui arrive à son grand-père.
Il contribue à différents fanzines dont Atelier 24 pour ses quatre premiers numéros de novembre 2012 à février 2014 tout en continuant des projets plus personnels comme un carnet de voyage : Les Lambert en voyage inspiré de son séjour en Amérique du Sud qu'il publie via le site Bibliocratie. Avec Au coin d'une ride publié aux éditions Des ronds dans l'O en 2014, il revient à la maladie d'Alzheimer dans une histoire pour adulte axé sur le rôle de l'aidant, membre de la famille ou proche qui accompagnent un malade.
L'auteur de Marennes réalise un ouvrage autour de la violence faite aux femmes intitulé De Rose et de noir qu'il publie chez le même éditeur trois ans plus tard.
C’est encore en 2017 que Thibaut Lambert accepte le défi d'effectuer une résidence d’auteur dans l’EHPAD de Saujon — non loin d’où il habite — après avoir rencontré la directrice de l’établissement. Selon Colette Buisserond, pensionnaire de ce même établissement : « Une résidence d’un auteur de bande dessinée en maison de retraite, c’est très rare ». Il publie le roman graphique L'Amour n'a pas d'âge, aux éditions Des ronds dans l'O en 2019.
Il s'associe à la scénariste et journaliste Stéphanie Trouillard pour Si je reviens un jour... - Les lettres retrouvées de Louise Pikovsky publié l'année suivante chez le même éditeur. Les lettres de Louise Pikovsky échangées avec sa professeure, déportée et morte à Auschwitz en février 1944 à l’âge de 16 ans sont retrouvées en 2010 et font déjà l'objet d'un documentaire en 2016.
Il est accueilli en résidence artistique au Chalet Mauriac en région Nouvelle-Aquitaine du 26 avril au 21 mai 2021 pour son projet d’album Les Frontières du Douanier Rousseau. Le roman graphique autour du peintre Henri Rousseau est publié l'année suivante aux Éditions Michel Lafon. Et la même année encore, il publie aux éditions Des ronds dans l'O : La Bigaille - Histoire d'une utopie culturelle collective autour d'un bar associatif amenant la culture en milieu rural.
En 2023, les auteurs de bande dessinée Mathieu Siam et Thibaut Lambert publient un roman graphique intitulé : ...Je continue, un récit librement inspiré de la vie de Bernard Moitessier publié aux Éditions Michel Lafon,. La même année, Lambert sort seul encore Le Sac à malices, une immersion au cœur d'une épicerie solidaire.

### Autres activités
Il accompagne des jeunes dans le processus de création d'une bande dessinée comme ce fut le cas des ouvrages Kohai ou encore Chacun sa mer.
Le roman graphique ne suffisant pas à restituer la richesse de la vie du douanier Rousseau Mathieu Siam et Thibaut Lambert ont décidé de créer une conférence/spectacle dessinée sur sa vie, son œuvre et sa place dans l'histoire de l'art,,.

### Vie privée
Thibaut Lambert vit à Marennes en France.

## Œuvres

### Albums de bande dessinée
- 1. Les Lambert en voyage - Seul, on va plus vite, à deux, on va plus loin, Bibliocratie, Paris, 2014
Scénario, dessin et couleurs : Thibaut Lambert -  (ISBN 9782366730128)
- Au coin d'une ride[26],[27], Des ronds dans l'O, 11 septembre 2014
Scénario, dessin et couleurs : Thibaut Lambert -  (ISBN 9782917237700)
- De rose et de noir[28],[9],[8],[29], Des ronds dans l'O, coll. « Un roman graphique », 15 novembre 2017
Scénario et dessin : Thibaut Lambert - Couleurs : bichromie -  (ISBN 978-2-374-18038-0)
- L'Amour n'a pas d'âge[11], Des ronds dans l'O, 10 avril 2019
Scénario, dessin et couleurs : Thibaut Lambert -  (ISBN 9782374180687),Format comics.
- Si je reviens un jour... - Les lettres retrouvées de Louise Pikovsky[13],[14],[30], Des ronds dans l'O, coll. « Histoire », 11 mars 2020
Scénario : Stéphanie Trouillard - Dessin et couleurs : Thibaut Lambert -  (ISBN 978-2-374-18084-7)
- Les Frontières du douanier Rousseau[16], Éditions Michel Lafon, Neuilly-sur-Seine, 24 mars 2022
Scénario : Mathieu Siam - Dessin et couleurs : Thibaut Lambert -  (ISBN 978-2-7499-4700-6)
- La Bigaille - Histoire d'une utopie culturelle collective[31],[17], Des ronds dans l'O, 24 août 2022
Scénario et dessin : Thibaut Lambert - Couleurs : bichromie -  (ISBN 978-2-374-18126-4)
- ...Je continue[18],[19], Éditions Michel Lafon, Neuilly-sur-Seine, 23 mars 2023
Scénario : Mathieu Siam - Dessin et couleurs : Thibaut Lambert -  (ISBN 9782749950198)
- Le Sac à malices[20],[32], Des ronds dans l'O, Vincennes, 8 novembre 2023
Scénario, dessin et couleurs : Thibaut Lambert -  (ISBN 978-2-374-18144-8)

### Fanzines
- Comédies Musicales dans Atelier 24 no 1 de novembre 2012
- La 24e Dimension[33], Atelier 24 BD, coll. « Atelier 24 » no 2, mars 2013
Scénario : collectif - Dessin : collectif dont Thibaut Lambert - Couleurs : noir et blanc
- Home Sweet Home dans Atelier 24 no 3 de septembre 2013
- Enfant Terrible dans Atelier 24 no 4 de février 2014.

### Revues
- récit dans Bouts du monde[34] no 17.

### Illustrations
- Guide pratique et poétique des plages de l'île d'Oléron, Magnezium éditions, Saint-Pierre-d'Oléron, 2021  (ISBN 978-2-9573015-1-5)

### Expositions
- Autour du Douanier Rousseau[35], Musée national des Douanes, Bordeaux du 10 février au 22 mai 2022 ;
- Dans l’atelier du Douanier Rousseau[36], Médiathèque de Smarves du 2 au 17 septembre 2022.

#### Livres
: document utilisé comme source pour la rédaction de cet article.
- Thierry Bellefroid et Jean-Marie Derscheid, « Lambert Thibaut Dessinateur - Scénariste », dans 67 auteurs de bande dessinée en Wallonie et à Bruxelles, Bruxelles, Wallonie-Bruxelles International, 2012, 118 p., ill. ; 26 cm ; pdf (ISBN 9782930071831 et 2-930071-83-4, OCLC 959828979, lire en ligne), p. 66.
- Philippe Mellot, Michel Denni, Laurent Turpin et Isabelle Morzadec, Trésors de la bande dessinée : BDM 2023-2024 - Catalogue encyclopédique et Argus, Paris, Les Arènes, novembre 2022, 23e éd., 1677 p., ill. ; 23 cm (ISBN 9791037507280, OCLC 1351462460, présentation en ligne), p. 63, 103, 385, 521, 1147. .

#### Articles
- Thibaut Lambert (interviewé par Damien Canteau), « Thibaut Lambert : entretien avec l’auteur de De rose et de noir », Comix Trip,‎ 25 novembre 2017 (lire en ligne, consulté le 26 août 2023).

### Émissions de télévision
- [vidéo] « Thibaut Lambert dans Le Magazine de la santé, sur France 5 », sur YouTube, émission du 16 avril 2019.

### Vidéographie
- [vidéo] « Thibaut Lambert - Autour du douanier Rousseau », sur YouTube 22 février 2023.